# Yefim Bronfman

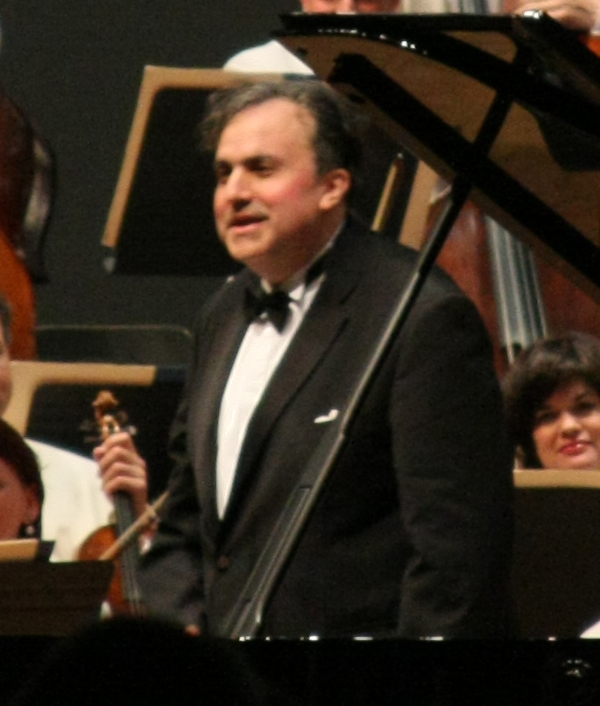
Yefim Bronfman (2009)

Yefim Bronfman (hebräisch יפים ברונפמן‎; * 10. April 1958 in Taschkent, Usbekische SSR) ist ein US-amerikanisch-israelischer Pianist.

## Leben und Wirken
Bronfman wurde in eine musikalische jüdische Familie hineingeboren. Sein Vater Naum Bronfman war Konzertmeister im städtischen Opernorchester, seine Mutter Polina Bronfman war Pianistin, seine ältere Schwester Elizabeth wurde später Geigerin beim Israel Philharmonic Orchestra. Zum Freundeskreis seines Vaters gehörten Emil Gilels und David Oistrach. Seinen ersten Klavierunterricht erhielt Bronfman im Alter von sieben Jahren von seiner Mutter, mit zwölf Jahren spielte er das 1. Klavierkonzert von Sergei Rachmaninow.
1973 emigrierte die Familie nach Israel, wo die Eltern seiner Mutter nach ihrer Auswanderung aus Polen lebten. Dort studierte er bei Arie Vardi an der Rubin-Academy. Seine Studien setzte er in den USA an der Juilliard School, der Marlboro School of Music und am Curtis Institute of Music bei Rudolf Serkin, Rudolf Firkušný und Leon Fleisher fort. Sein internationales Debüt gab er 1975 unter der Leitung von Zubin Mehta mit dem Montreal Symphony Orchestra. 1989 trat er erstmals in der New Yorker Carnegie Hall auf. Im selben Jahr erhielt er die US-amerikanische Staatsbürgerschaft.
Bronfman entfaltete seine internationale Karriere und konzertiert seither mit Spitzenorchestern auf bedeutenden Bühnen weltweit unter der Leitung von Dirigenten wie Daniel Barenboim, Herbert Blomstedt, Semjon Bytschkow,  Riccardo Chailly, Christoph von Dohnányi, Gustavo Dudamel, Charles Dutoit, Daniele Gatti, Waleri Gergijew, Alan Gilbert, Wladimir Jurowski, Zubin Mehta, Riccardo Muti, Andris Nelsons, Simon Rattle, Yannick Nézet-Séguin, Mstislaw Rostropowitsch, Esa-Pekka Salonen, Jaap van Zweden, Franz Welser-Möst und David Zinman.
Auch ist er regelmäßig zu Gast bei Festspielen wie Salzburger Festspiele, Lucerne Festival, Verbier Festival, Aspen Music Festival, Casals Festival, Ravenna Festival, Berliner Festspiele, Helsinki Festival oder Edinburgh International Festival.
Zu seinen Kammermusik-Partnern zählen Künstler wie Isaac Stern, Pinchas Zukerman, Anne-Sophie Mutter, Shlomo Mintz, Joshua Bell, Martha Argerich, Yo-Yo Ma, Lynn Harrell, Emmanuel Pahud, Jean-Pierre Rampal und Magdalena Kožená.
Bronfman lehrt seit 2020 am Curtis Institute of Music und zudem an der Manhattan School of Music.

## Auszeichnungen (Auswahl)
- 1991: Avery Fisher Prize[8]

- 1997: Grammy Award in der Kategorie „Beste Soloinstrument-Darbietung mit Orchester“ für die Aufnahme Bartók. The three piano concertos mit dem Los Angeles Philharmonic unter der Leitung von Esa-Pekka Salonen
- 2010: Jean Gimbel Lane Prize in Piano Performance[9]
- 2015: Ehrendoktorwürde der Manhattan School of Music[7]

## Diskografie (Auswahl)

### Klavier Solo
- Brahms: Sonata No. 3 · Scherzo (LP: Musicmasters; 1987)
- Mussorgsky: Pictures at an Exhibition / Stravinsky: Pétrouchka / Tchaikovsky: Dumka. (Sony Classical; 1991 und 2014)
- Yefim Bronfman · Prokofiev: Piano Sonatas Nos. 1, 4 & 6 (Sony Classical; 1994)
- Yefim Bronfman · Prokofiev: Piano Sonatas Nos. 2, 3, 5 & 9 (Sony Classical; 1996)
- Tchaikovsky: The Seasons / Balakirev: Islamey (Sony Classical; 1998)
- Prokofiev: The Complete Piano Sonatas (Sony Classical; 2002)
- Yefim Bronfman Plays Prokofiev. Piano Concertos Nor. 1–5 · Piano Sonatas Nos. 1–9 · Overture on Hebrew Themes. Mit Giora Feidman, Klarinette; Israel Philharmonic Orchestra; Dirigent: Zubin Mehta (Sony Classical; 2013)

### Konzerte für Klavier und Orchester
- Rachmaninov: Piano Concertos Nos. 2 + 3. Mit dem Philharmonia Orchestra, Dirigent: Esa-Pekka Salonen (Sony Classical; 1992)
- Beethoven: Piano Concertos Nor. 1 & 2. Mit dem Tonhalle-Orchester Zürich, Leitung David Zinman (Arte Nova; 2006)

- Prokofiev: Piano Concertos Nos. 1, 3 & 5. Mit dem Israel Philharmonic Orchestra, Dirigent: Zubin Mehta (Sony Classical; 1993)
- Prokofiev: Piano Concertos Nos. 2 & 4. Mit dem Israel Philharmonic Orchestra, Dirigent: Zubin Mehta (Sony Classical; 1994)
- Bartók: The three Piano Concertos. Mit dem Los Angeles Philharmonic, Dirigent: Esa-Pekka Salonen (Sony Classical; 1995)
- Shostakovich: Piano Concertos Nos. 1 & 2. Mit dem Los Angeles Philharmonic, Dirigent: Esa-Pekka Salonen (Sony Classical; 1999)
- Beethoven: Triple Concerto op. 56. Mit Gil Shaham, Violine; Truls Mørk, Cello; Dirigent: David Zinman (Sony Classical; 2005)
- Beethoven: Piano Concerto No. 5. Mit dem Tonhalle-Orchester Zürich, Dirigent: David Zinmann (Arte Nova Classics; 2006)
- Tchaikovsky: Piano Concerto No. 1 · Symphony No. 4. Mit dem Symphonieorchester des Bayerischen Rundfunks, Dirigent: Mariss Jansons (Sony Classical; 2007)
- Salonen: Helix for Orchestra · Piano Concerto · Dichotomie for piano Solo. Mit dem Los Angeles Philharmonic, Dirigent: Esa-Pekka Salonen. Weltersteinspielung des Klavierkonzertes (Deutsche Grammophon; 2008)
- Magnus Lindberg: EXPO · Piano Concerto Nor. 2 · Al largo. Mit den New Yorker Philharmonikern, Dirigent: Alan Gilbert (Dacapo; 2013)
- Stravinsky: The Firebird / Bartók: Piano Concerto No 3. Mit dem London Symphony Orchestra, Dirigent: Waleri Gergijew (LSO; 2016)
- Schnitte: Concerto for Piano and Strings / Prokofiev: Symphony No. 2. Mit dem Cleveland Orchestra, Dirigent: Franz Welser-Möst (The Cleveland Orchestra; 2021)
- Schostakowitsch: Konzert für Klavier, Trompete und Streichorchester Nr. 1 / Symphonie Nr. 9. Mit dem Symphonieorchester des Bayerischen Rundfunks, Dirigent: Mariss Jansons (BR-Klassik; 2022)

### Kammermusik
- Franck · Debussy · Ravel: Violin Sonatas / Violinsonaten. Mit Shlomo Mintz, Violine (Deutsche Grammophon; 1986)
- Wolfgang A. Mozart: Sonatas for Violin and Piano. Mit Robert Mann, Violine (LP: Musical Heritage Society; 1986)
- Gabriel Fauré: Violin Sonatas · Violinsonaten. Mit Shlomo Mintz, Violine (Deutsche Grammophon; 1987)
- Serge Prokofiev: Violin Sonatas · Violinsonaten. Mit Shlomo Mintz, Violine (Deutsche Grammophon; 1988)
- Brahms: Sonatas for Piano and Violin op. 78, 100, 108. Mit Isaac Stern, Violine (Sony Classical; 1993)
- Tchaikovsky · Arensky: Piano Trios. Mit Cho-Liang Lin, Violine; Gary Hoffman, Cello (Sony Classical; 1994)
- Mozart: Sonatas for Piano & Violin K. 296, 454, 526. Mit Issac Stern, Violine (Soni Classical; 1994)
- Mozart: Sonatas for Piano & Violin K. 302, 303, 305, 376, 380. Mit Issac Stern, Violine (Sony Classical; 1995)
- Mozart: Sonatas for Piano and Violin K. 304, 377, 481, 547. Mit Isaac Stern, Violine (Sony Classical; 1996)
- Bartók: Sonatas for Violin and Piano. Sonaten Nr. 1 und 2. Mit Isaac Stern, Violine (Sony Classical; 1997)
- Emanuel Ax & Yefim Bronfman – Rachmaninoff: Symphonic Dances & Siute for 2 Pianos. Mit Emanuel Ax, Klavier (Sony Classical; 2001)
- Emanuel Ax · Yefim Bronfmann: Brahms: Music for 2 Pianos. Sonate f-Moll für 2 Klaviere op. 34b, Variationen über ein thema von Haydn für 2 Klaviere. Mit Emanuel Ax, Klavier (Sony Classical; 2005)
- Emmannuel Pahud · Yefim Bronfman – Brahms: Sonatas Op. 120 · Reinecke: Sonata for flute and piano Op. 167. Mit Emmanuel Pahud, Flöte  (EMI Classics; 2007)
- Brahms: Complete Works for Violin and Piano. Mit Nikolaj Znaider, Violine (RCA Red Seal; 2007)
- Schubert: Piano Quintet „Trout“ · Mozart: Piano Quartet in E Flat K. 493. Mit Pinchas Zuckerman, Violine; Jethro Marks, Viola; Amanda Forsyth, Cello, Joel Qarrington, Kontrabass (Sony BMG / RCA Red Seal; 2008)
- Tchaikovsky: Piano Trio in A minor, Op. 50. Mit Gil Shaham, Violine; Truls Mørk, Cello (Canary Classics; 2008)
- Yefim Bronfman Plays Prokofiev. Piano Concertos Nor. 1–5 · Piano Sonatas Nos. 1–9 · Overture on Hebrew Themes. Mit Giora Feidman, Klarinette; Israel Philharmonic Orchestra; Dirigent: Zubin Mehta. 5 CDs (Sony Classical; 2013)
- Brahms: Lieder & Liebeslieder Waltzes. Mit Magdalena Kožená, Matthew Polenzani, Thomas Quasthoff, Andrea Rost, James Levine (Deutsche Grammophon; 2016)
- Nostalgia · Magdalena Kožená · Yefim Bronfman. Werke von Bartók, Mussorgsky, Brahms (Pentatone; 2021)